# Copa de las Naciones UCI sub-23 2009
La Copa de las Naciones UCI sub-23 2009, fue la tercera edición del calendario ciclístico creado por la Unión Ciclista Internacional para corredores menores de 23 años.
Estuvo compuesto por seis carreras (una menos que en la edición anterior, al suspenderse el Giro de las Regiones), tres de ellas por etapas y 3 de un día. Los puntos obtenidos en las mismas dieron como ganador a Francia quedando Alemania y Dinamarca en segundo y tercer lugar respectivamente.

## Resultados
| Fecha     | País         | Carrera                          | Categoría | Vencedor         | Vencedor (Países) | Líder (Países) |
| --------- | ------------ | -------------------------------- | --------- | ---------------- | ----------------- | -------------- |
| 27/3-29/3 | Portugal     | Gran Premio de Portugal          | 2.Ncup    | Sergio Henao     | Colombia          | Colombia       |
| 11/4      | Bélgica      | Tour de Flandes sub-23           | 1.Ncup    | Jan Ghyselinck   | Letonia           | Dinamarca      |
| 15/4      | Francia      | La Côte Picarde                  | 1.Ncup    | Timofey Kritskiy | Rusia             | Dinamarca      |
| 18/4      | Países Bajos | ZLM Tour                         | 1.Ncup    | Luke Rowe        | Reino Unido       | Dinamarca      |
| 4/6-7/6   | Canadá       | Coupe des Nations Ville Saguenay | 2.Ncup    | Johan Le Bon     | Francia           | Dinamarca      |
| 5/9-13/9  | Francia      | Tour del Porvenir                | 2.Ncup    | Romain Sicard    | Francia           | Francia        |

## Clasificación
| Pos. | País           | Puntos |
| ---- | -------------- | ------ |
| 1º   | Francia        | 108    |
| 2º   | Alemania       | 100    |
| 3º   | Dinamarca      | 79     |
| 4º   | Colombia       | 66     |
| 5º   | Eslovenia      | 61     |
| 6º   | Estados Unidos | 57     |
| 7º   | Rusia          | 54     |
| 8º   | Bélgica        | 43     |
| 9º   | Países Bajos   | 40     |
| 10º  | Bielorrusia    | 36     |